# Orakelben
Orakelben (甲骨文 jiǎgǔwén eller 卜骨 bǔgǔ) er inskriptioner lavet på skildpaddeskjold, som blev opvarmet så de gik i stykker. Efter at skjoldet var gået i stykker blev det brugt til at forudsige fremtid, da man mente at himmelen styrede udfaldet af denne process.
Nogle af de ældste fund af orakelben er over 3000 år gamle og stammer fra Shang-dynastiet, disse fund er også nogle af de vigtigste til at se udviklingen af det kinesiske skriftsprog. Da Shang-dynastiet lå omkring Den Gule Flod er de fleste af orakelben fundene gjort i dette område især ved byen Anyang.